# Rönningstjärnet (Östervallskogs socken, Värmland)
Rönningstjärnet är en sjö i Årjängs kommun i Värmland och ingår i Göta älvs huvudavrinningsområde.